# 黄孝片
黄孝片有歸屬有爭論，學界根據入聲歸派歸之於江淮官话。

## 源流

江淮官话黄孝片

十二世紀至十四世紀間，經歷宋金戰爭、宋元戰爭、元末民變，黄孝地區人口大減。明初實施江西填湖廣移民政策，後世稱之為洪武大移民，徹底重整黄孝地區的人口與語言構成。明初，江西饶州府鄱陽湖東岸的乐平县、鄱阳县居民迁徙到安徽西南的安庆府和湖北東部的黄州府，乐平县人、鄱阳县人把他們的赣语鷹弋片帶到了安庆府和黄州府。由於安徽安庆府與江西鄰近，至今仍為赣语區，並發展為赣语怀岳片；而湖北黄州府與江西相距甚遠，於是語言便被淮語化。而黄孝片仍存有赣语底层，這是语言遷移的结果。2018年余暋鹏予以認同。
黄孝片的語言歸屬一直受討論。安徽省安庆、枞阳、桐城三县市的方言归属一度从江淮官话洪巢片方言划归黄孝片，但与黄孝片主体区域不相连，是黄孝片的方言岛。赣语怀岳片几乎都在安徽西南部，因此有时也叫做皖西南赣语。

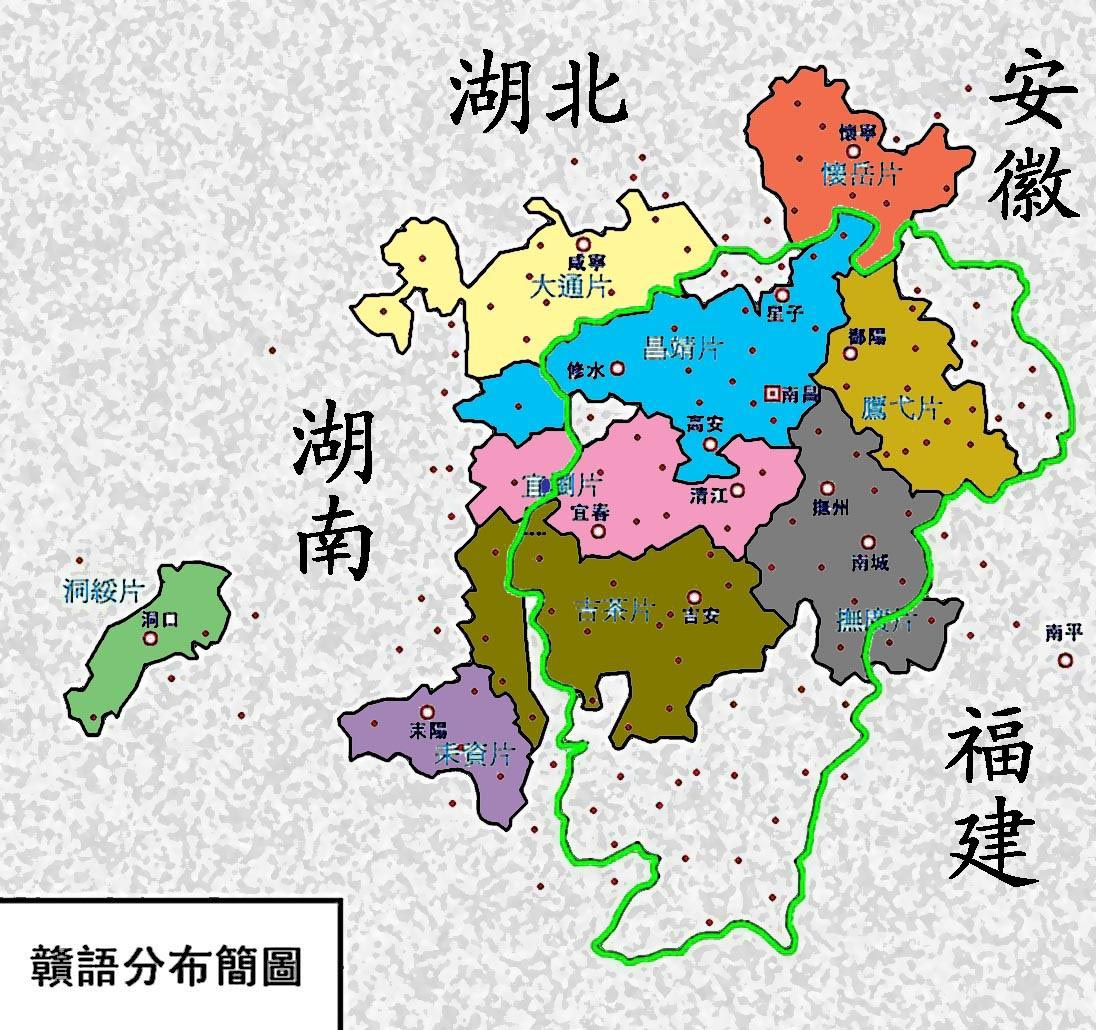
安庆一带方言曾被归为贛語方言怀岳片

## 地理分布
从地理分布上看，黄孝片方言的主体位于长江以北、大别山南麓的湖北东部、东北部以及与其毗邻的河南省東南部、安徽省西南部、江西省北部等相关地区。
从行政区划来看，黄孝片方言所谓的“黄（冈）孝（感）”主要包括湖北省黄冈市的黄州、红安、团风、蕲春、英山、武穴、麻城、罗田、浠水、黄梅；孝感市的孝南、孝昌、安陆、大悟、云梦；武汉市的黄陂区、新洲区；随州市的广水；鄂州市的鄂城区；黄石市的西塞山区、黄石港区；信阳市的新县、光山；江西省的九江、瑞昌；安徽省的安慶市區、樅陽縣、桐城市、池州市區及青陽縣等地。
这一地区大部分县（市）在历史上建制都较早，在南北朝起就有明确的建制记录，隋代之后建制就比较稳定。宋、元以后这一地区分属黄州、德安等府的基本格局就已经形成。

## 语音特点

### 声母
- 古全浊声母部分送气
官話之中，中古全浊声母均已清化，全浊塞音或塞擦音的声母基本上是平声送气、仄声不送气。但黄孝片受贛語影響，部分字仄声送气，如笛、夺、毒、独、籴、涤、鼻、弼、陛、半、杂、凿、昨、贼、造、族、辑、截等。
- 影母疑母分合
开口呼和合口呼當中，影、疑二母合并，开口呼多读/ŋ/，合口呼（-u-）多读零聲母；在齐齿呼（-i-）和撮口呼（-ü-）里，二者大多不合并，影母读零声母，疑母读/ŋ/。
- 泥来洪混细分
多数地区泥（n）、来（l）母洪音相混，而细音不混。其中泥、来母洪音多读为l，而细音前来母为l，泥母为n，而武穴、黄梅、蕲春部分地区则是完全不混，严格区分。
- 見母 
洪音和撮口呼均读为gkh，齐齿呼读/ʨ//ʨʰ//ɕ/（jqx）
- 见系二等文白异读
见系假开二等、蟹开二等、效开二等、咸开二等、山开二等以及江开二等等一系列二等韵的读音有文白异读，白读音声母为軟顎音/k/或/ŋ/，而文读音声母为龈腭音/ʨ/或零声母。包括家、夹、嫁、架、掐、瞎、下、鸦、桠、鸭、押、压、牙、崖、哑、夹、角、皆、阶、街、解、介、界、戒、疥、届、教、窖、觉、奸、间、拣、更等。
- 精知章庄组分混 
精组齒頭音与知組舌上音、章组正齒音完全不混。庄组正齒音字以内外转为界，其中内转读zcs，外转读jqx。

### 韵母
- 空韻
黄孝片中有一套舌尖后圆唇元音/ʯ/，传统认为这是黄孝片最显著的特征。如詹伯慧就认为，“湖北鄂东一带的‘楚语’……最突出的特点是有一系列圆唇舌尖后元音/ʯ/及以/ʯ/起头的/ʯ/类韵”黄孝片是汉语中/ʯ/音分布最连续、最广泛的区域，今属/ʯ/韵系的字，主要分布于通摄以外的知組、章组合口；果、遇、梗、曾、通等见系合口（gu-, ku-, hu-）；除通摄外的日母合口；果摄、咸摄、深摄日母开口；遇摄合口三等泥母。主要包括黄州、团风、罗田、蕲春、英山、武穴、浠水、麻城、红安、孝感、孝昌、安陆、大悟、云梦、广水、黄陂、新洲北部、鄂州东北部、江西九江等。黄孝片西部应城和东部黄梅两地部分地区則没有/ʯ/音。
- 空韵系入声文白异读
“曲”、“菊”等入聲字在黄孝片很多方言中都有文白异读，白读音/iəu/、/iou/反映了这些入声字白讀系統脱落塞音尾。
- 支微入鱼
止摄合口三等字读如遇摄合口三等字。汪化云指出有慰、蔚、纬、锤、槌、水、锥、唯、吹、坠、为、炊、睡、喂等14个字為這類字。
- 假摄开口三等 
假摄开口三等與中古音照组，如赊、蛇、舌等字，白读为a：赊sa¹、蛇sa²、捨sa³ 等；文读音韻母為e，
- 蟹摄开口二等字
蟹摄开口二等与一等基本合流，大多读ai。如该、鞋、解、佳、涯、埃、崖等。
- i韵母
黄孝片中i韵母非常多,来源也相當复杂。

1. 遇摄合口三等
精清從心邪泥来母，遇摄合口三等字读如i。例字有聚、蛆、趋、取、去、趣、娶、需、须、胥、徐、絮、序、绪、叙、旅、虑、滤等字。
2. 止摄合口三等
止摄合口三等舌頭音、齒頭音，今读为i。例字有累、垒、类、泪、嘴、醉、翠、虽、随、髓、穗、遂、隧等。
3. 蟹摄合口一三等
蟹摄合口重脣音、舌頭音、齒頭音，今读为i。包括有辈、背、焙、坯、陪、培、赔、裴、胚、配、佩、煤、梅、枚、媒、玫、每、妹、昧、堆、对、兑、推、腿、蜕、馁、内、雷、擂、蕾、儡、最、罪、催、崔、摧、碎、脆、畦、岁、碎等字。
4. 蟹摄开口一等
蟹摄开口一等字，今读为ei。包括倍、贝、沛等字。蔽、币、弊、毙、避、闭、臂、批、披、砒、坯、譬、眯、谜、迷、靡、糜、弥等字。

- 咸山摄读音

1. 山摄配舌頭音、齒頭音、庄组正齒音一、二等時，开口韵母为an，合口韵母為uon，包括短、断、段、缎、锻、团、暖、鸾、卵、乱、钻、纂、窜、蒜、闩、拴等字。咸摄、山摄舌上音章组正齒音开口三等的韵母en也形成对立，如搬ben、班ban、展cen、战cen、扇sen⁵、蝉cen。
2. 山摄开口一等牙音字读合口呼，与合口一二等合流。如干guan、柑guan、汗huan、旱huan等。
3. 山摄、臻摄等合口三等配齒頭音，读为齐齿呼，如全jian、选xian、俊jin、迅xin。
4. 山摄、臻摄等合口字配舌頭音，今读洪音时失去合口介音，读为开口呼。如顿den、村cen。

- 通摄入声、流摄有軟顎鼻音韵尾 
多数地区通摄入声和流摄字的韵尾为軟顎鼻音/ŋ/，如暮、墓、募、慕、木、沐、目、牧、穆、母、拇、牛等。

### 声调
黄孝片方言声调一般都是六个调：阴平，阳平，上声、阴去、阳去、入声。其调类演化的基本规律为：平声分阴阳；全浊上主要归去阳去；去声分阴阳；入声保留，全浊字并入阳去或阳平。
| 黄孝片部分方言点声调调类调值 | 黄孝片部分方言点声调调类调值 | 黄孝片部分方言点声调调类调值 | 黄孝片部分方言点声调调类调值 | 黄孝片部分方言点声调调类调值 | 黄孝片部分方言点声调调类调值 | 黄孝片部分方言点声调调类调值 | 黄孝片部分方言点声调调类调值 | 黄孝片部分方言点声调调类调值 |
| 中古四声                     | 平                           | 平                           | 上                           | 上                           | 去                           | 去                           | 入                           | 入                           |
| ---------------------------- | ---------------------------- | ---------------------------- | ---------------------------- | ---------------------------- | ---------------------------- | ---------------------------- | ---------------------------- | ---------------------------- |
| 方言点                       | 全清次清                     | 全浊次浊                     | 全清次清次浊                 | 全浊                         | 全浊次浊                     | 全清次清                     | 全清次清次浊                 | 全浊                         |
| 方言点                       | 阴平                         | 阳平                         | 上声                         | 阳去                         | 阳去                         | 阴去                         | 阴入                         | (阳入)                       |
| 黃岡                         | 34                           | 313                          | 42                           | 44                           | 44                           | 35                           | 24                           | (44)                         |
| 麻城                         | 313                          | 42                           | 55                           | 33                           | 33                           | 35                           | 24                           | (33)                         |
| 羅田                         | 21                           | 42                           | 45                           | 33                           | 33                           | 35                           | 213                          | (33)                         |
| 廣濟                         | 44                           | 31                           | 33                           | 22                           | 22                           | 35                           | 13                           | (22)                         |
| 黃梅                         | 32                           | 55                           | 23                           | 44                           | 44                           | 213                          | 43                           | (44)                         |
| 黃陂                         | 33                           | 313                          | 42                           | 44                           | 44                           | 35                           | 24                           | (313)                        |
| 孝感                         | 33                           | 31                           | 53                           | 44                           | 44                           | 35                           | 13                           | (31)                         |
| 應城                         | 44                           | 11                           | 53                           | 33                           | 33                           | 35                           | 13                           | (11)                         |
| 安陸                         | 33                           | 31                           | 53                           | 55                           | 55                           | 35                           | 13                           | (11)                         |
| 應山                         | 31                           | 55                           | 35                           | 33                           | 33                           | 214                          | 51                           | (55)                         |
| 黃石                         | 22                           | 21                           | 43                           | 324                          | 324                          | 35                           | 213                          | (21)                         |

## 備註
1. ↑  有江淮官話黃孝片說、楚語說、西南官話說、贛語說等等

## 引用註釋
1. ↑  赵元任將鄂東歸於楚語區(文內第二區)，赵元任; 杨时逢; 丁声树; 董同龢; 吴宗济.  [Report on a survey of the dialects of Hupeh]. 上海 : 商务印书馆.  [1948]  [2024-01-05]. （原始内容存档于2024-01-05） （漢語）.
2. 1 2  2009年郭丽指出「黄孝片是赣语官话化的结果」，郭丽. . 复旦大学博士论文. 2009: 30, 113.
3. 1 2 3  余暋鹏. . 《语言科学》. 2018年7月, 17 (4)  [2020-09-24]. （原始内容存档于2020-09-24）.。文章曾在「中山大学中文堂学术沙龙」(广州,2017.6)、“第二届语言学博士论坛(黄石,2017.9)、「全国汉语方言学会第十九届年会暨国际学术研讨会」(南昌,2017.10)上报告。
4. ↑  2011年邱磊指出所謂「官話化」是语言遷移的结果，邱磊. . 《南开语言学刊》. 2011, (2): 51-57,185-186.
5. ↑  孫宜志．《安徽江淮官話語音研究》．2006年．
6. ↑  趙日新. . 方言. 2008,. 2008 (4) （中文）.